# 이면우 (시인)
이면우(1951년 ~ )는 대한민국의 시인이다. 대전에서 태어났다. 생계를 꾸리는 직업은 보일러공이다. 최종 학력은 중졸이며 마흔 살이 넘어서야 시를 쓰기 시작했다. 신춘문예나 문학 전문 잡지에 글을 싣는 등 일반적인 방법으로 문단에 나오지 않고, 주변의 경제적 도움을 받아 첫 시집 《저 석양》을 펴내면서 문단에 나왔다. 거기 나오는 시인의 이력은 '학력 별무, 건축배관공'이다.

## 약력
보일러공을 생업으로 여전히 종사하면서, 방송대 문화교양학과와 한남대 문창과 대학원을 졸업했다. 시〈거미〉로 2003년 제2회 노작문학상을 수상했다.

## 저서

### 시집
- 《저 석양》(호서문화사, 1991)
- 《아무도 울지 않는 밤은 없다》(창작과비평사, 2001)ISBN 89-364-2211-1
- 《그 저녁은 두 번 오지 않는다》(북갤럽, 2002)ISBN 89-90095-09-3
- 《십일월을 만지다》(작은숲, 2016)ISBN 979-11-6035-000-5

#### 시인의 말
- 《저 석양》
나는 이 속의 어떤 시편을 줄줄 울면서 썼다. 천 권의 책 읽기를 끝낸 네해 전 나는 생물도감, 느타리버섯 기르기, 원예사전 각 한 권씩을 이삿짐에 꾸려넣고 여편네를 앞세워 마침 진눈깨비 내리던 이 호숫가 오두막으로 왔다. 여기서는 모든 것이 보다 원초적이다. 사람의 사는 일이 이리도 풍성한 은총 속에 있음을 내 이곳에 체득하였다.
- 《아무도 울지 않는 밤은 없다》
일찍 자연학교 학생이 되었다. 생각하기보다 느끼기에 더 적당한 짐승으로서 고백하지만 나는 몸을 살았으므로 행복했다. 숲을 걷는 동안 자주 부추겨지는 그 느낌은 도시 한가운데, 사람들 속에서도 여전히 유효하다.
고맙다.
- 《그 저녁은 두 번 오지 않는다》
 못 만나뵀지만 박용래, 김관식은 시와 삶의 스승이다. 두 분은 자기 몫의 시와 가난을 앞서 살아냈다. 피해가지만 않는다면 가난은 시의 큰 밑천임을 배웠다. 시로 돌이켜보면 다 아름답다.

내 여름날 같이 땀흘리고 다투고 껄껄대던 사내들이여, 고맙다.